# 森村春
森 村春（もり むらはる）は、戦国時代から安土桃山時代にかけての武将。阿波水軍を率いた。父は森元村。弟に村吉、子に忠村がいる。官途名は志摩守。

## 生涯
鳴門土佐泊（土佐泊城）を本拠とした。細川家、のち三好家に仕える。
天正3年（1575年）、三好長治が勝瑞で催した日蓮宗と法華宗宗論に参加した、堺の妙国寺・経王寺の僧侶を送迎した。
天正5年（1577年）、細川真之を討つため北荒田野口（徳島県阿南市新野町）へ出陣した三好長治が家臣（一宮成助・伊沢頼俊など）の裏切りに遭い、戦陣を引き払い淡路への脱出を村春に依頼したが救援に失敗し、三好長治は長原月見ヶ丘（板野郡松茂町）にて自刃した。
天正10年（1582年）、土佐の長宗我部元親の阿波侵攻に対し、居城であった土佐泊城を死守した。
中富川合戦の時に三好存保軍に兵糧や玉薬などの補給物資を送り援助した。
天正13年（1585年）、豊臣秀吉の四国征伐に際し、木津城（徳島県鳴門市）、岩倉城（徳島県美馬郡）の攻略に功があったため、秀吉から百一人扶持と四国平定後3,000石を与える約束の朱印状を与えられた。この朱印状は、後に阿波18万石を与えられた蜂須賀家政をも拘束し、家政から那東郡福井庄椿泊（徳島県阿南市椿泊町）を本拠として、福井庄2,525石、他の5村で500石、合わせて約3,026石を与えられた。
文禄元年（1592年）、豊臣秀吉の朝鮮出兵（文禄の役）に当たり、水軍を率いて朝鮮水軍と戦い、6月2日、唐島水道の海戦で戦死した。
子孫は明治維新まで徳島藩水軍の総帥として、蜂須賀家に重用された。